# Adolf Mayer

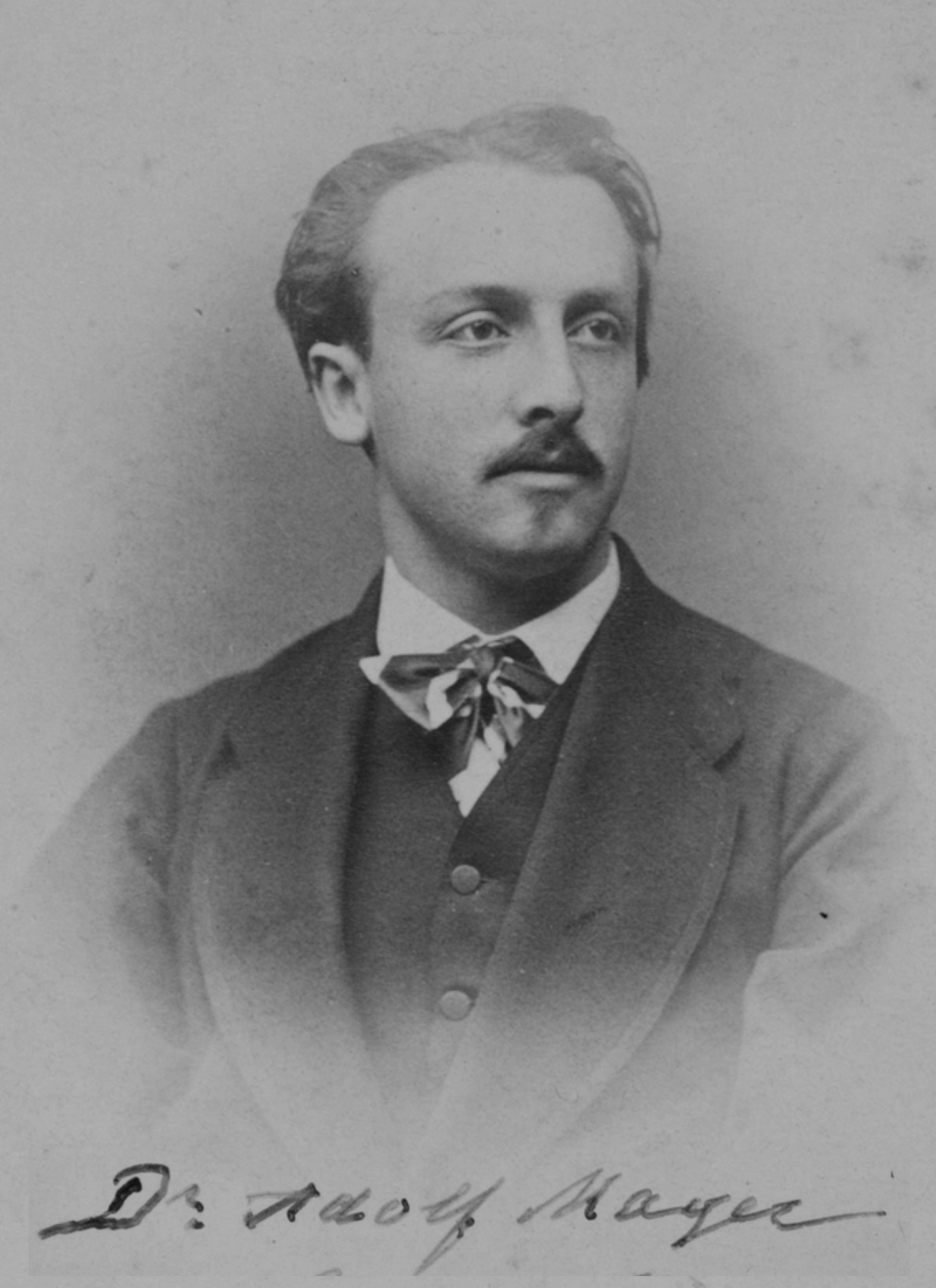
Adolf Mayer in 1875

Adolf Eduard Mayer (Oldenburg (Nedersaksen), 9 augustus 1843 – Heidelberg, 25 december 1942) was een Duits landbouwkundig chemicus, wiens onderzoek naar de tabaksmozaïek-ziekte een belangrijke rol speelde in de ontdekking van het tabaksmozaïekvirus (TMV) en bij het ontdekken van virussen in het algemeen.

## Afkomst en opleiding
Mayer werd in 1843 geboren in het gezin van een middelbare school-leraar in Oldenburg. Zijn moeder was een dochter van de vermaarde Duitse chemicus Leopold Gmelin. Van 1860 tot 1862 studeerde hij wiskunde en scheikunde aan het Instituut voor Technologie te Karlsruhe. In 1862 studeerde hij af aan de Universiteit van Heidelberg, waar hij in 1864 "summa cum laude" een Ph.D.-graad verwierf in scheikunde, natuurkunde en wiskunde.

## Carrière
In 1879 bezette de Duitse expert Mayer de post van directeur van het Agrarisch Proefstation van de Landbouwhogeschool Wageningen. Daar werd hij door tabakstelers in de provincie Utrecht gevraagd om onderzoek te doen naar een merkwaardige ziekte, die de tabaksplant aantastte.
Mayer publiceerde in 1886 een onderzoeksrapport over de ziekte, die hij de naam "tabaksmozaïek-ziekte" gaf, en waarin hij gedetailleerd de symptomen beschreef. Hij toonde aan dat de ziekte overgedragen kon worden door het sap van de aangetaste plant te gebruiken als besmetter van gezonde planten.
Eerder was de veronderstelling dat de ziekte werd verspreid door hele kleine bacteriën of bacteriële gifstoffen, echter enkele jaren later werd aangetoond dat het tabaksmozaïekvirus de schuldige was. Mayer paste optische microscopie toe om te zoeken naar sporen van schimmels of bacteriën in het besmette sap. Hij vond er echter geen, omdat het TMV te klein is om met een optische microscoop te kunnen ontdekken. Mayer hield staande dat de besmettingsbron een soort bacterie was en claimde ten onrechte dat hij "helder filtraat" uit het besmette sap kon overhouden door herhaald gebruik van filterpapier.
Filterexperimenten met papier en kostbaar porselein werden in 1892 uitgevoerd door de Russische bioloog Dmitri Ivanovski, en in 1898 door de Nederlandse microbioloog Martinus Beijerinck. Zij toonden aan dat de besmettingsbron van de tabak mozaïek-ziekte de facto niet uitgefilterd kon worden. Martinus Beijerinck borduurde voort op het pad van Mayer en muntte de term "virus" om de non-bacteriële aard van de plantenziekte te typeren. In 1935 was het tabaksmozaïekvirus het eerste virus dat wetenschappelijk werd geïsoleerd en gekristalliseerd. 
Ondanks zijn onjuiste conclusie werd Mayer's pionierswerk erkend als een belangrijke stap in de ontdekking van virussen, hetgeen leidde tot het ontstaan van de nieuwe discipline virologie, een bijzondere tak van de microbiologie.
Na zijn pensionering in 1903 keerde Mayer terug naar Heidelberg. Naast natuurwetenschappelijke verhandelingen publiceerde hij vooral in deze periode (deels onder het pseudoniem Eduard Maydolf) talrijke werken van economische en filosofische aard. In totaal bestaan er van hem meer dan 220 publicaties.
Mayer stierf op 25 december 1942 in Heidelberg op 99-jarige leeftijd. Adolf Mayer en zijn vrouw Sophie Kolligs delen het graf met Mayer's grootouders Leopold en Luise Gmelin.

## Onderscheidingen
- 1920 Eredoctoraat aan de Hogeschool voor Bodemcultuur - Wenen.
- 1923 Eredoctoraat aan de Landbouw Hogeschool - Berlijn
- 1924 lid van de Academie van Wetenschappen - Heidelberg
- 1926 Eredoctoraat van de Landbouw Hogeschool - Wageningen

## Publicaties (selectie)
- Das Düngerkapital und der Raubbau: Eine wirthschaftliche Betrachtung auf naturwissenschaftlicher Grundlage, Heidelberg, 1869 .
- Lehrbuch der Agrikulturchemie in vierzig Vorlesungen, Heidelberg, 1871
- Der Kapitalismus in der Gelehrtenwelt. In: Sammlung von Vorträgen für das deutsche Volk, VI, 7. Heidelberg, 1881 .
- Die Lehre von den chemischen Fermenten oder Enzymologie, Heidelberg, 1882
- Ueber die Mosaikkrankheit des Tabaks. Die landwirtschaftlichen Versuchsstationen 32, 451-467, 1886